# Yrjö Kaukiainen
Yrjö Martti Aleksander Kaukiainen, född 4 april 1940 i Längelmäki, är en finländsk historiker.
Kaukiainen blev filosofie doktor 1970. Han var 1975–1991 biträdande professor och 1991–1998 professor i ekonomisk historia vid Helsingfors universitet; professor i Europas historia 1998–2003. Han har främst studerat den finländska bondeseglationens och sjöfartens historia, bland annat i arbetena Suomen talonpoikaispurjehdus 1800-luvun alkupuoliskolla (1970), Sailing into twilight (1991) och A history of Finnish shipping (1993).
Han utsågs till ledamot av Finska Vetenskapsakademien 1995.